# Väinö Suvivuo
Väinö Suvivuo (né le 17 janvier 1917 à Hamina et mort le 2 mai 1985 à Lahti) est un athlète finlandais, spécialiste du 110 m haies. 

## Biographie
Il remporte la médaille de bronze du 110 m haies lors des championnats d'Europe d'athlétisme de 1946, à Oslo, derrière le Suédois Håkan Lidman et le Belge Hippolyte Braekman.

### Palmarès
| Date | Compétition           | Lieu | Résultat | Épreuve     | Performance |
| ---- | --------------------- | ---- | -------- | ----------- | ----------- |
| 1946 | Championnats d'Europe | Oslo | 3e       | 110 m haies | 15 s 0      |

### Records
| Épreuve     | Performance | Lieu     | Date            |
| ----------- | ----------- | -------- | --------------- |
| 110 m haies | 14 s 9      | Helsinki | 23 juillet 1952 |